# Vorderer Kesselkogel
Vorderer Kesselkogel är en bergstopp i Österrike.   Den ligger i distriktet Lienz och förbundslandet Tyrolen, i den centrala delen av landet, 300 km väster om huvudstaden Wien. Toppen på Vorderer Kesselkogel är 2 085 meter över havet.
Terrängen runt Vorderer Kesselkogel är bergig. Närmaste större samhälle är Matrei in Osttirol, 17,2 km sydost om Vorderer Kesselkogel. 
Trakten runt Vorderer Kesselkogel består i huvudsak av gräsmarker. Runt Vorderer Kesselkogel är det ganska glesbefolkat, med 26 invånare per kvadratkilometer.